# Јецаји (филм из 2016)
Јецаји (кореј. 곡성) је јужнокорејски хорор филм из 2016. у режији На Хонг-ђина и у којем главне улоге играју Квак До-вон, Хванг Јунг-мин, Чун Во-хи. У средишту филма је полицајац који истражује серију мистериозних убистава и болести у забаченом корејском селу Гоксеонг како би спасио своју ћерку. Филм је имао и комерцијални и критичарски успех.

## Радња
Након што Јапанац стигне у Гоксеонг, мало село у планинама Јужне Кореје, избија мистериозна инфекција и узрокује да се сељани поремете и насилно убију чланове своје породице.
Једне ноћи у полицијској станици, полицајци Ох Сонг-бок и Џонг-го разговарају о јапанском странцу када се на киши појави гола жена. Касније откривају да је жена, заражена, силована од стране Јапанца и неколико пута је примећена гола на различитим местима, убила је своју породицу. На месту злочина, Џонг-го упознаје мистериозну младу жену по имену Мо-мјеонг („без имена“ на корејском), која му каже да је Јапанац дух и кривац. Џонг-го излази напоље да позове Ох Сеонг-бока, и жена нестаје, а он угледа веома страшну фигуру. Локални ловац им каже да је видео странца блиставих црвених очију како једе сирову дивљач у шуми.
Џонг-го има сличне снове о странцу и одлучује да истражи са Ох Сеонг-боком. Они траже помоћ од Ох Сеонг-боковог нећака, ђакона који говори јапански по имену Јанг И-сам. Они истражују кућу странца када је напољу и проналазе слике убијених сељана и њихових ствари, као и просторију за богослужење. Пас чувар странца их напада и стаје када се странац врати, па Џонг-го и његов тим одлазе. На повратку, Ох Сеонг-бок показује свом партнеру ципелу која припада Џонг-гоовој ћерки, Хјо-ђин. Хјо-ђин се разболи, са симптомима сличним онима код других заражених. Џонг-го се враћа у кућу странца, али открива да су докази спаљени. Бесан, он разбија просторију за богослужење, убија пса чувара и нареди странцу да напусти село.
Џонг-гуова породица открива крваво тело мртве козе како виси испред њихове капије следећег дана, а Хјо-ђин касније убоде и озбиљно повреди комшију када је породица отишла да лечи Џонг-гоа, остављајући је саму. Узнемирена због Хјо-ђиног насилног понашања и промене у здрављу, Џонг-гуова свекрва тражи помоћ од шамана Ил-гванга. Ил-гванг каже да је зао дух опседао Хјо-ђин. Његов егзорцизам не успева. Након што је сазнао да је Џонг-го узнемирио странца, за кога каже да је демон, Ил-гванг припрема ритуал смрти и говори Џонг-гоу да га не смеју прекидати. Код куће, странац истовремено изводи ритуал како би наизглед поседовао тело једне од мртвих жртава, Парк Чун-беа. Хјо-ђин доживљава неописиви бол како Ил-гвангов ритуал напредује. Џонг-го прекида ритуал и уместо тога води своју ћерку у болницу. Странац се увлачи у кревет након сопственог ритуала и угледа Мо-мјеонг испред своје куће.
Следећег дана, Џонг-гу окупља своје пратиоце да улови странца. Док претражују његову кућу, напада их сада реанимирани леш Парк Чун-баеа, који повређује Јанг И-сама и даје странцу времена да побегне пре него што се згрчи и врати у своје мртво стање. Прогоне странца, али га изгубе на литици. Странац, који се крије ван погледа, види Му-мјонг како га гледа издалека. Док се група враћа низ планину, странац слеће на шофершајбну. Бацају његово тело са литице док Му-мјеонг посматра одозго. Џонг-гу се враћа и открива да је Хјо-ђин наизглед оздравила.
Ил-гванг се вози до Џонг-гуа, где наилази на Му-мјонг и повраћа крв. Ил-гванг трчи у своју собу и пали свећу, али се она угаси и он се веома уплаши и бежи из града и креће у Сеул. Међутим, он се затим окреће и зове Џонг-гу да упозори да је Му-мјонг прави демон и да је странац био шаман који је покушавао да је заустави, али он не преузима позиве од њега. У међувремену, рањени Јанг И-сам добија вест да је Ох Сеонг-бок убио његову породицу, у исто време да Хјо-ђин тада нестаје. Док је тражи, Џонг-гу упознаје Му-Мјонг, који тврди да је странац још увек жив и да му је поставила замку, али неће успети ако Џонг-гу оде кући пре него што петао заплаче три пута, и Хјо-ђин, његова ћерка, побиће све. Мо-мјонг каже да је Ил-гванг само пијун правог демона. Збуњено, Џонг-гу је пита да ли је човек или дух. Она даје тајанствен одговор. Џонг-го примећује да она носи личне ствари жртава, укључујући иглу за косу његове ћерке. Верујући да је то доказ да је она одговорна, он јури кући пре трећег крика петла. У тренутку када пређе свој праг, цветна замка коју је поставила Мо-мјонг вене.
Јанг И-сам се враћа у кућу странца са српом и крстом. Проналази тајну пећину у близини и странца живог унутра. Пита странца о његовом правом облику и каже да мисли да је странац ђаво, али ако греши, оставиће га на миру. Странац се манијакално смеје и каже да је он тај који му неће дозволити да оде. Он фотографише Јанг И Сама док га пита зашто још увек сумња у идентитет странца. Док Јанг И-сам стоји смрзнут, странац се претвара у демона и руга му се.
Код куће, Џонг-гу открива да је Хјо-ђин брутално убила њихову породицу. Он је у сузама дозива, али она не одговара. Подразумева се да и она на крају напада њега. Ил-гванг стиже и фотографише Џонг-гуову мртву породицу док Хјо-ђин седи у трансу. Враћајући се до свог аутомобила, ненамерно испушта кутију испуњену фотографијама убијених сељана за које је странац тврдио да их је спалио. Док Џонг-Гу лежи на самрти, уништен смрћу своје породице, он се сећа срећнијих времена са својом ћерком и почиње да се смеје, уверавајући је да ће је заштитити.

### Избрисан завршетак
У избрисаној сцени која се дешава одмах након завршетка приче, Јапанац се види како седи на клупи поред пута. Уочава породицу са друге стране пута и позове дете к себи нудећи јој бомбоне, али мама купи дете пре него што успе да дође до странца. Ауто који вози Ил-гванг стиже и купи Јапанца пре одласка. На средини пута, Мо-мјонг је сведок како аутомобил нестаје на хоризонту.

## Отпуштање и пријем

### Издање
Јецаји је објављен у Јужној Кореји 12. маја 2016. године. Филм је приказан у секцији Ван конкуренције на Филмском фестивалу у Кану у Француској 18. маја, а у Сједињеним Државама је приказан 27. маја.

### Критички одговор
Филм је добио широко признање критике. На веб локацији агрегатора рецензија Ротен Томатос, филм има оцену одобравања од 99% и просечну оцену 8/10, на основу 82 критичке критике. Консензус критичара сајта гласи: „Јецаји испоручује атмосферску, паметно конструисану мистерију чија натприродна узбуђења више него оправдавају њену импозантну дужину.“ На веб локацији агрегатора рецензија Метакритик, филм има пондерисану просечну оцену од 81 од 100 засновано на бази података. 19 критичара, што указује на "универзално признање".